# Oliver Winchester
Oliver Fisher Winchester, född 30 november 1810 i Boston, Massachusetts, död 11 december 1880 i New Haven, Connecticut, var en amerikansk affärsman och politiker, gav namn åt gevärstillverkaren Winchester och var viceguvernör i Connecticut.

## Födsel och äktenskap
Oliver Winchester var son till Samuel Winchester och Hannah Bates och föddes i Boston. Han gifte sig med Jane Ellen Hope i Boston den 20 februari 1834.  De fick tre barn. 

## Yrkeskarriär
Winchester blev känd för att tillverka och sälja Winchesters repetergevär. Det var en mycket omgjord arvtagare till det tidigare Volcanicgeväret. 
Winchester började som klädtillverkare i New York och New Haven, Connecticut. Under denna tid upptäckte han att en avdelning av Smith & Wesson firearms gick dåligt ekonomiskt med ett av sina nyligen patenterade vapen. Eftersom han hade ett öga för goda tillfällen, samlade Winchester riskkapital och andra aktieägare och köpte avdelningen från Smith & Wesson, mer känd som Volcanic Repeating Arms Company, 1850. Framåt 1856 hade Winchester blivit huvudaktieägare och flyttat företaget till New Haven, företaget fick då namnet New Haven Arms Company.
Från början gav företaget dålig vinst, vilket till en del berodde på att Volcanicammunitionen var dåligt utformad och gav dåliga resultat. Trots att repetermekanismen var mycket bättre än konkurrenternas, var ammunitionen på .25 för pistoler och .32 för gevär så dålig att de inte var någon match för konkurrenternas större kalibrar.
Winchester hade turen att få ta över en briljant ingenjör, Benjamin Tyler Henry, som kom att bli en ovärderlig tillgång. Henry lyckades göra om gevären och ta fram en ny ammunition med kaliber .44, som gjorde företaget känt. Henry fick ett patent i sitt namn den 16 oktober 1860 för vad som kom att bli känt som Henrygeväret.
Henrygeväret tillverkades i nästan sex år i ungefär 12 000 exemplar. Efter denna succé omorganiserades företaget igen och fick namnet Winchester Repeating Arms Company. År 1866 gjorde den anställde Nelson King patenterade förbättringar på Henrygeväret. Det första Winchestergeväret var Modell 1866, the Yellow boy.
Repetergevär användes i viss omfattning under amerikanska inbördeskriget, men USA:s armé använde inte så många, då det var en ny, oprövad teknik. Repetergevär var inte särskilt spridda förrän efter kriget, då de blev allt mer populära hos civilbefolkningen. Militära myndigheter koncentrerade sig i flera år mer på att göra gevär som kunde avfyra ett skott i taget mer perfekta. Med tusentals gevär i händerna på kolonisatörer som gav sig västerut, fick Winchesters repetergevär rykte om sig att vara "geväret som erövrade Västern" ("the gun that won the West").

## Politisk karriär
Oliver Winchester var också aktiv politiker. Han var medlem i Republikanerna, hade uppdrag på lokal nivå i New Haven och var elektor i amerikanska presidentvalet 1864. Han var viceguvernör i Connecticut i en mandatperiod, som på den tiden var ett år i Connecticut, från den 2 maj 1866 till den 1 maj 1867. Under den mandatperioden var Joseph R. Hawley guvernör.

## Arv
När Winchester avled den 11 december 1880, övergick hans andel i företaget till hans son William Wirt Winchesters ägo. Denne avled emellertid av tuberkulos i mars året därpå. William Winchesters fru trodde att familjen var hemsökt av andarna efter dem som Winchestergevären hade dödat och flyttade till San Jose, Kalifornien, där hon började bygga ett stort, märkligt hus som nu kallas Winchester Mystery House med hjälp av pengarna hon hade ärvt, syftet var att förvilla de andar som sökte hämnd.
Winchester Avenue i New Haven har fått namn efter Oliver Winchester. Winchester Hall (som inte längre står kvar) vid Sheffield Scientific School hade också namn efter honom. The Jane Ellen Hope building vid Yale Medical School har fått namn efter hans hustru.
År 2006 stängde Olin Corporation, numera ägare av varumärket Winchester, fabriken i New Haven, trots stora protester. Detta innebar slutet på alla band mellan Winchester och staden.